# Hemisferio occidental

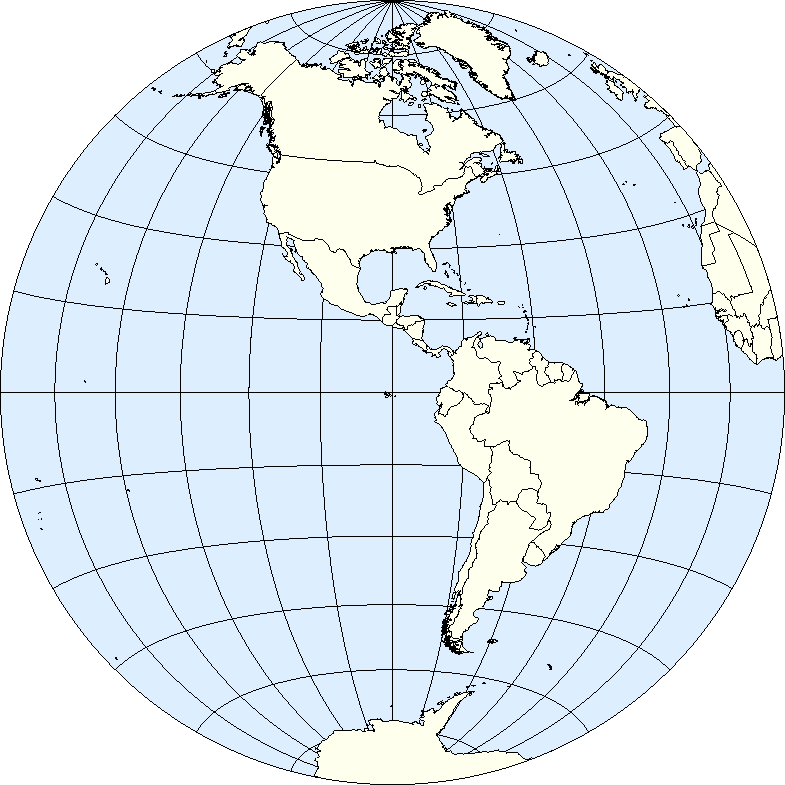
Hemisferio occidental

La expresión del hemisferio occidental puede hacer referencia a la mitad de la esfera terrestre que se encuentra al oeste del meridiano de Greenwich. La principal masa terrestre de este contiene es América y pequeñas porciones de África, Europa y Oceanía. La palabra hemisferio significa literalmente semiesfera o «media esfera» y la expresión se utiliza en geografía para nombrar las dos mitades del planeta. La línea divisoria más evidente es el ecuador, que delimita el hemisferio norte y el hemisferio sur. Cuando lo que se utiliza como divisor es un meridiano (en realidad dos meridianos en lados opuestos de la Tierra), se obtiene un hemisferio oriental y un hemisferio occidental. Sin embargo la elección del meridiano que traza este límite es arbitraria. Normalmente se usa el meridiano cero que pasa por el Real Observatorio de Greenwich (Reino Unido) y cuyo meridiano opuesto en la longitud de 180° es la base de la línea internacional de cambio de fecha. No obstante, se puede decir que se trata de una definición eurocéntrica. Si se tomara como línea de origen el meridiano de longitud 180° la situación sería simétricamente opuesta y el hemisferio occidental coincidiría a grandes rasgos con Eurasia y África en vez de con América. Este problema no existe con los hemisferios norte y sur, ya que poseen puntos de referencia absolutos en el polo norte y el polo sur.
La expresión también se aplica a la designación de los habitantes del hemisferio de forma que a «hemisferio oriental» y «hemisferio occidental» se les atribuye el sentido predominantemente geopolítico antes que geográfico de Viejo Mundo y Nuevo Mundo respectivamente. De acuerdo a lo dicho, «hemisferio occidental» es otra forma de referirse al continente de América e islas adyacentes excluyendo absolutamente de esa definición cualquier parte de África o Europa. Por el contrario, la expresión «hemisferio oriental» carece de estas precisiones no estrictamente geográficas. El hemisferio más poblado es el hemisferio oriental.

## Países en el hemisferio occidental
- Todos los países americanos.
- Gran parte de los países de África occidental, más Marruecos y la parte occidental de Argelia.
- Una pequeña parte de los países europeos (Islandia, Portugal, España, Reino Unido, Irlanda y la parte noroccidental de Francia).
- Parte de las islas de la Polinesia.